# A-Yo
A-Yo ist ein Lied der US-amerikanischen Sängerin Lady Gaga von ihrem fünften Studioalbum Joanne, das im Oktober 2016 veröffentlicht wurde. Gaga, Hillary Lindsey, Mark Ronson und BloodPop haben den Song geschrieben und auch, mit Ausnahme von Lindsey, produziert. Am 18. Oktober 2016 wurde es zum Download veröffentlicht und sollte nach Perfect Illusion die zweite Single des Albums werden. Letztlich entschied sich die Plattenfirma aber for Million Reasons,

## Entstehungsgeschichte
Singer-Songwriterin Hillary Lindsey, bekannt vor allem für Country-Songs, wurde von Lady Gagas Label Interscope Records als potentieller Songwriter für das Album Joanne vorgeschlagen. Ein gemeinsames Treffen wurde von A&R Aaron Bay-Schuck organisiert. Die beiden trafen sich bei Lady gaga in Los Angeles und spielten sich gegenseitig Songideen vor. Es entstand neben A-Yo auch die Songs Grigio Girls und Million Reasons. Neben Lindsey und Lady Gaga schrieben außerdem Produzent Mark Ronson und BloodPop am Song mit.

## Veröffentlichung
Das Lied wurde von Lady Gaga erstmals auf der Dive Bar Tour in Nashville uraufgeführt. Es wurde am 18. Oktober 2016 zum Download veröffentlicht. Das Cover der Single zeigt Gaga ohne Oberteil, wie sie mit einer Hand ihre Brust bedeckt und die andere in die Luft hält. Sie trägt einen braunen Hut mit einer Feder, der ihre Augen verdeckt. Gaga sang A-Yo anlässlich ihrer Dive Bar Tour am 5. und 20. Oktober 2016. Zusammen mit Million Reasons wurde A-Yo zum ersten Mal bei Saturday Night Live am 22. Oktober 2016 im Fernsehen vorgestellt.

## Musikstil
Der Rolling Stone beschreibt A-Yo als einen optimistischen Country-Pop-Song. Auch ihren Gesangsstil passte sie an, so verzichtete sie auf den für sie typischen Manhattan-Dialekt zugunsten eines Country-Gesangsstils. Das Lied ist als Antwort auf ihre Hater zu verstehen.

## Besetzung
- Lady Gaga – Songwriter, Gesang, Produktion, Gitarre, Perkussion
- Mark Ronson – Songwriter, Produktion, Bass, Gitarre
- BloodPop – Songwriter, Produktion, Synthesizer, Orgel
- Hillary Lindsey – Songwriter
- Thomas Brenneck – Gitarre
- Josh Homme – Gitarre
- Dave Guy – Trompete
- Este Haim – Perkussion
- Ian Hendrickson-Smith – Baritonsaxophon
- J. Gastelum Cochemea –Tenorsaxophon
- Benjamin Rice – Aufnahme
- Joshua Blair – Aufnahme
- David „Squirrel“ Covell – Aufnahmeassistent
- Justin Smith –Aufnahmeassistent
- Barry McCready – Aufnahmeassistent
- Serban Ghenea – Mix
- John Hanes – Toningenieur
- Tom Coyne – Mastering
- Randy Merrill – Mastering

## Charts und Chartplatzierungen
| ChartsChartplatzierungen       | Höchstplatzierung | Wochen |
| ------------------------------ | ----------------- | ------ |
| Schweiz (IFPI)                 | 62 (1 Wo.)        | 1      |
| Vereinigte Staaten (Billboard) | 66 (1 Wo.)        | 1      |
| Vereinigtes Königreich (OCC)   | 66 (1 Wo.)        | 1      |

## Auszeichnungen für Musikverkäufe
| Land/Region     | Auszeichnungen für Musikverkäufe (Land/Region, Auszeichnung, Verkäufe) | Verkäufe |
| --------------- | ---------------------------------------------------------------------- | -------- |
| Brasilien (PMB) | Gold                                                                   | 30.000   |
| Insgesamt       | 1× Gold ·                                                              | 30.000   |